# Сонепур (княжество)
Княжество Сонепу́р или Сонпур — туземное княжество в восточной части Британской Индии, на территории нынешнего индийского штата Орисса. Главным городом княжества был город Сонепур.

## История
Княжество было основано в 1556 году Маданом Гопалом Сингхом Део, сыном раджи Самбалпура, из касты-сословия раджпутов. В 1803—1947 году Сонепур входил в состав Британской Индии, В 1901 году площадь его составляла 2.347 км² с населением в 169.877 человек. До 1905 года княжество было частью Центральных провинций, затем последовательно Бенгалии и Ориссы.
В августе 1947 года раджа Сонепура вступил в Союз восточных штатов. 1 января 1948 года Союз был распущен и Сонепур вместе со всей Ориссой вошёл в состав Индии. 1 ноября 1956 года в этой стране были ликвидированы все остававшиеся ещё независимые и полунезависимые княжества.

## Список раджей Сонепура
- 1640—1660: раджа Мадан Гопал Сингх Део (? — 1660), четвертый сын Махараджи Шримана Мадхукара Саи Део, Махараджи Самбалпура
- 1660—1680: раджа Лал Сахиб Део (? — 1680), сын предыдущего
- 1680—1700: раджа Пурусотама Сингх Део (? — 1700), сын предыдущего
- 1700—1725: раджа Радж Сингх Део (? — 1725), сын предыдущего
- 1725—1750: раджа Ачал Сингх Део (? — 1750), сын предыдущего
- 1750—1770: раджа Дивья Сингх Део (? — 1770), сын предыдущего
- 1770—1771: раджа Джарвар Сингх Део (? — 1771), сын предыдущего
- 1771—1786: раджа Собха Сингх Део (? — 1786), второй сын Ачала Сингха Део
- 1786—1841: раджа Притви Сингх Део (1780 — 27 июля 1841), старший сын предыдущего
- рани Шри Лакшмиприйя (регент-правительница) 1800—1822
- 1841—1891: раджа Ниладхар Сингх Део Бахадур (1837 — 9 сентября 1891), младший сын Притви Сингха Део
- рани Гундича (регент-правительница) 1841-?
- 1891—1902: раджа Пратар Рудра Сингх (22 июля 1853 — 8 августа 1902), старший сын Ниладхара Сингха Део Бахадура
- 1902—1937: Махараджа Шри Сэр Бир Митродайя Сингх Део (8 июля 1874 — 29 апреля 1937), старший сын предыдущего
- 1937—1947: Махараджа Шри Судхансу Шекар Сингх Део (23 августа 1899 — 10 августа 1963), младший сын предыдущего.

### Титулярные правители
- 1947—1963: Махараджа Шри Судхансу Шекар Сингх Део (23 августа 1899 — 10 августа 1963), младший сын Шри Сэра Бира Митродайя Сингха Део
- 1963—1973: Махараджа Шриман Бир Пратап Сингх Део Бахадур (31 июля 1923 — 24 ноября 1973), единственный сын предыдущего
- 1973 — настоящее время: Махараджа Шриман Притхви Бир Сингх Део Бахадур, единственный сын предыдущего.

Вероятным наследником княжеского титула является Арджун Сингх Део, единственный сын предыдущего